# Porotrichum subcucullatum
Porotrichum subcucullatum là một loài rêu trong họ Neckeraceae. Loài này được Hampe mô tả khoa học đầu tiên năm 1879.
Danh pháp khoa học của loài này chưa được làm sáng tỏ. 